# Андрієвський Митрофан Олександрович
Митрофа́н Олекса́ндрович Андріє́вський (1842, Канів — †26 травня 1887) — український філолог, педагог, етнограф.

## Життєпис
Народився у Каневі. Походив з родини священника, законовчителя канівського повітового дворянського училища.
Закінчив історико-філологічний факультет Київського університету Святого Володимира (1862). Працював викладачем літератури в Рівному, Коростишеві, Катеринославі.

## Родина
Брат Андрієвського Олексія Олександровича.

## Праці
Відомі його праці про «Слово о полку Ігоревім» та про українські народні думи.
- Исследование текста песни Игорю Святославичу, в. 1–2. Екатеринослав, 1879—1880;
- Козацкая дума о трех азовских братьях. Одесса, 1884.